# Neoperlops vietnamellus
Neoperlops vietnamellus is een steenvlieg uit de familie borstelsteenvliegen (Perlidae). De wetenschappelijke naam van de soort is voor het eerst geldig gepubliceerd in 2008 door Cao & Bae.